# Schloss Bad König

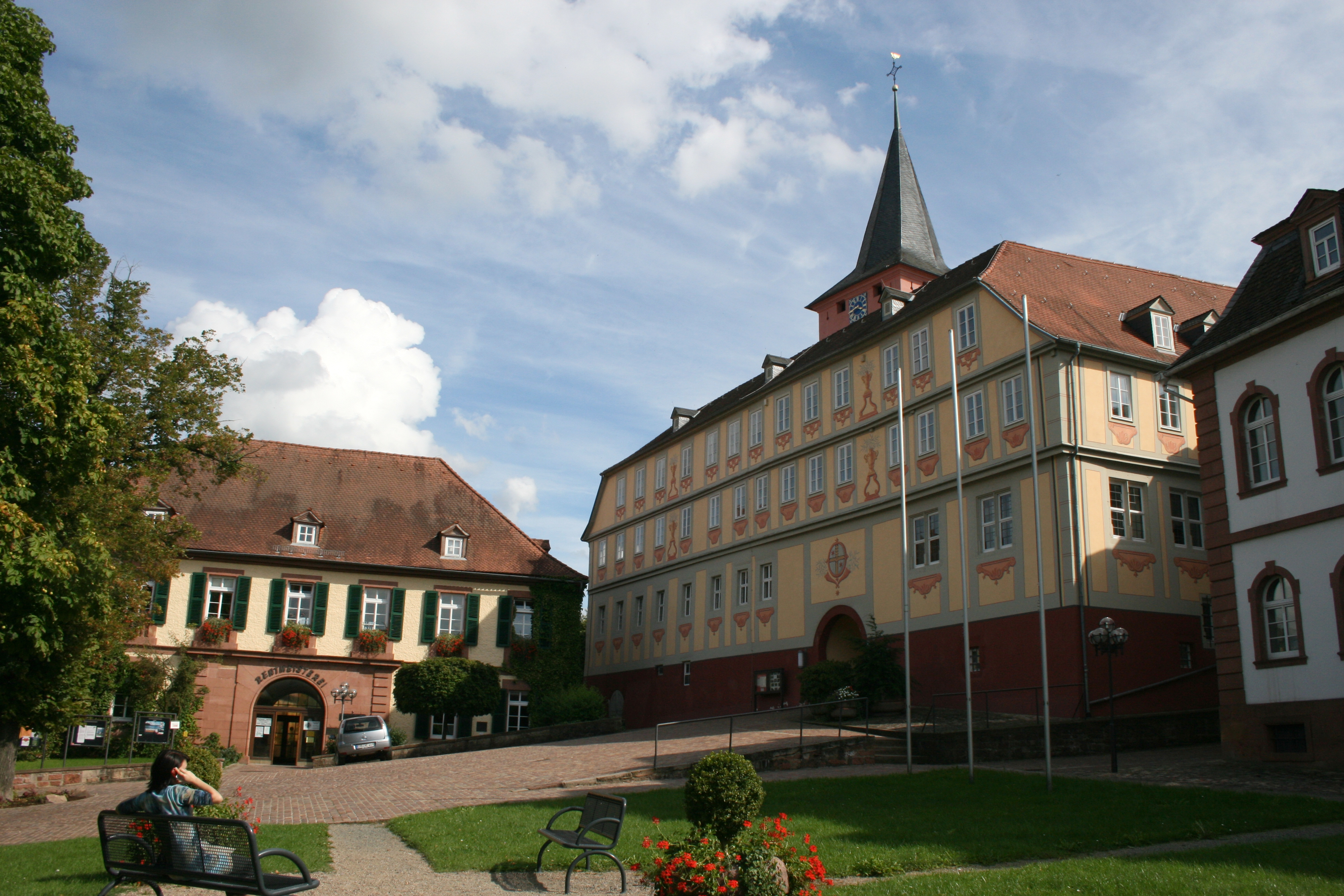
Schlossplatz, Altes Schloss und Rentmeisterei

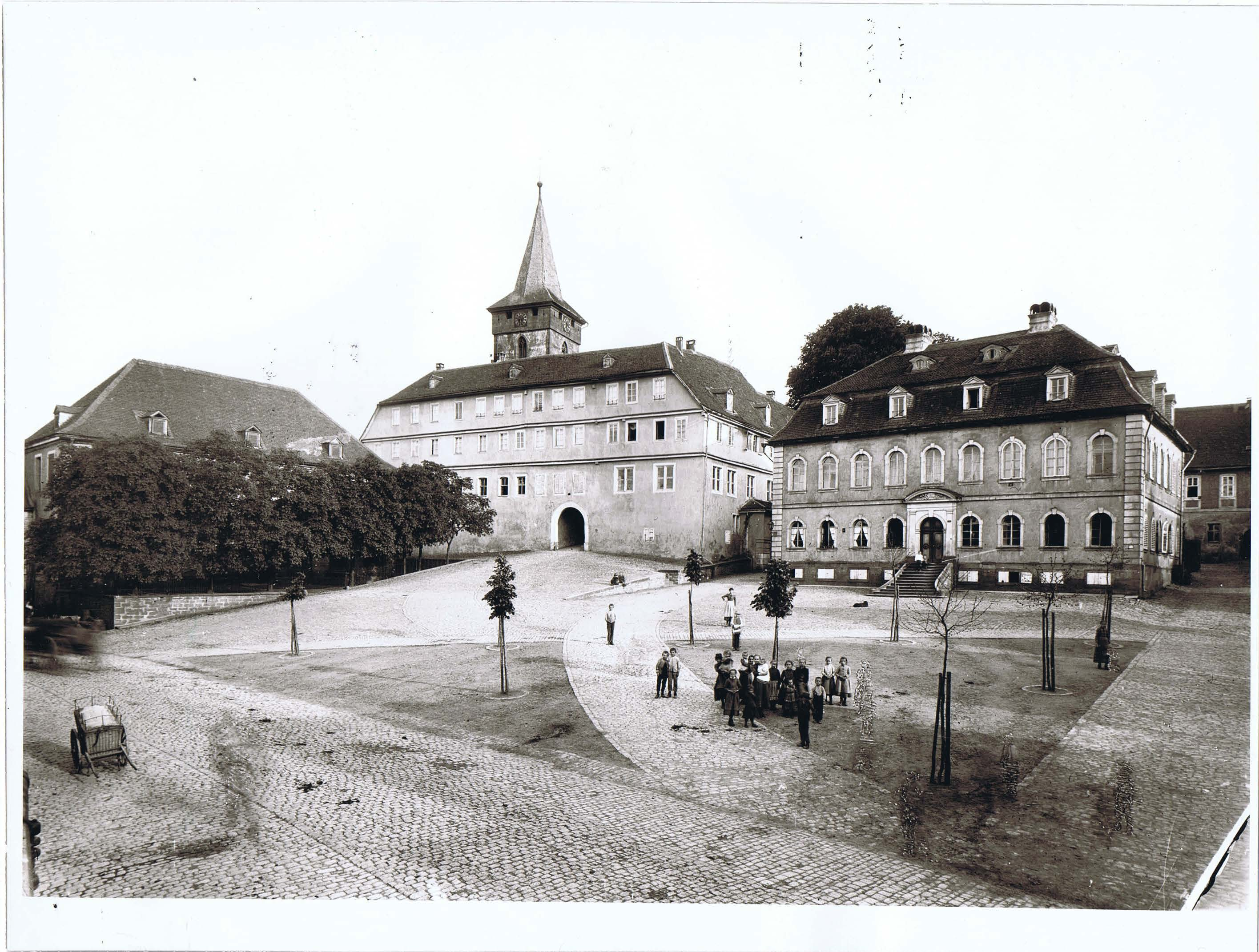
Altes und Neues Schloss, um 1900

Das Schloss Bad König ist ein zusammengehöriger Komplex, der aus dem Alten Schloss, dem Neuen Schloss, der Rentmeisterei, der heutigen Evangelischen Kirche mit mittelalterlichem Wehrkirchhof und dem Lustgarten besteht. Es befindet sich im Ortskern von Bad König im Odenwaldkreis in Hessen.

## Geschichte
Im Jahr 820 wurde der Wehrkirchhof als Burg erstmals erwähnt, 1348 ist er teilweiser Besitz der Grafen von Erbach. Der Wehrkirchhof ging 1477 als Kurmainzer Lehen an Konrad Schenk von Erbach und der Erzbischof Dieter von Isenburg behielt sich das Öffnungsrecht vor. Daraus geht hervor, dass Burg und Stadt König zu dieser Zeit in einem wehrhaften Zustand gewesen sein muss. Ein Kirchturm auf der herrschaftlichen Anlage wurde 1478 erbaut.
1556 wurde durch Graf Georg II. von Erbach mit einem Schlossbau begonnen und die von der Bevölkerung genutzten Gaden entfernt. Ob dem Alten Schloss eine ältere Burganlage vorausging, ist spekulativ. 1747 kam das Amt König an die Erbacher Linie von Erbach-Schönberg, seit 1750 wird der spätmittelalterliche Glockenturm der heutigen Pfarrkirche als Kirchturm genutzt.
1782 wurde das „Neue Schloss“ neben der älteren Anlage erbaut. Von der Anlage des ehemaligen Wehrkirchhofs ist heute nur noch der viergeschossige Turm der evangelischen Pfarrkirche erhalten.
Am 12. Oktober 1900 verlobte im Schloss Bad König die niederländische Königin Wilhelmina mit Herzog Heinrich zu Mecklenburg. Bis 1926 war das Schloss Wohnung der Grafen (später Fürsten) von Erbach-Schönberg.

## Anlage

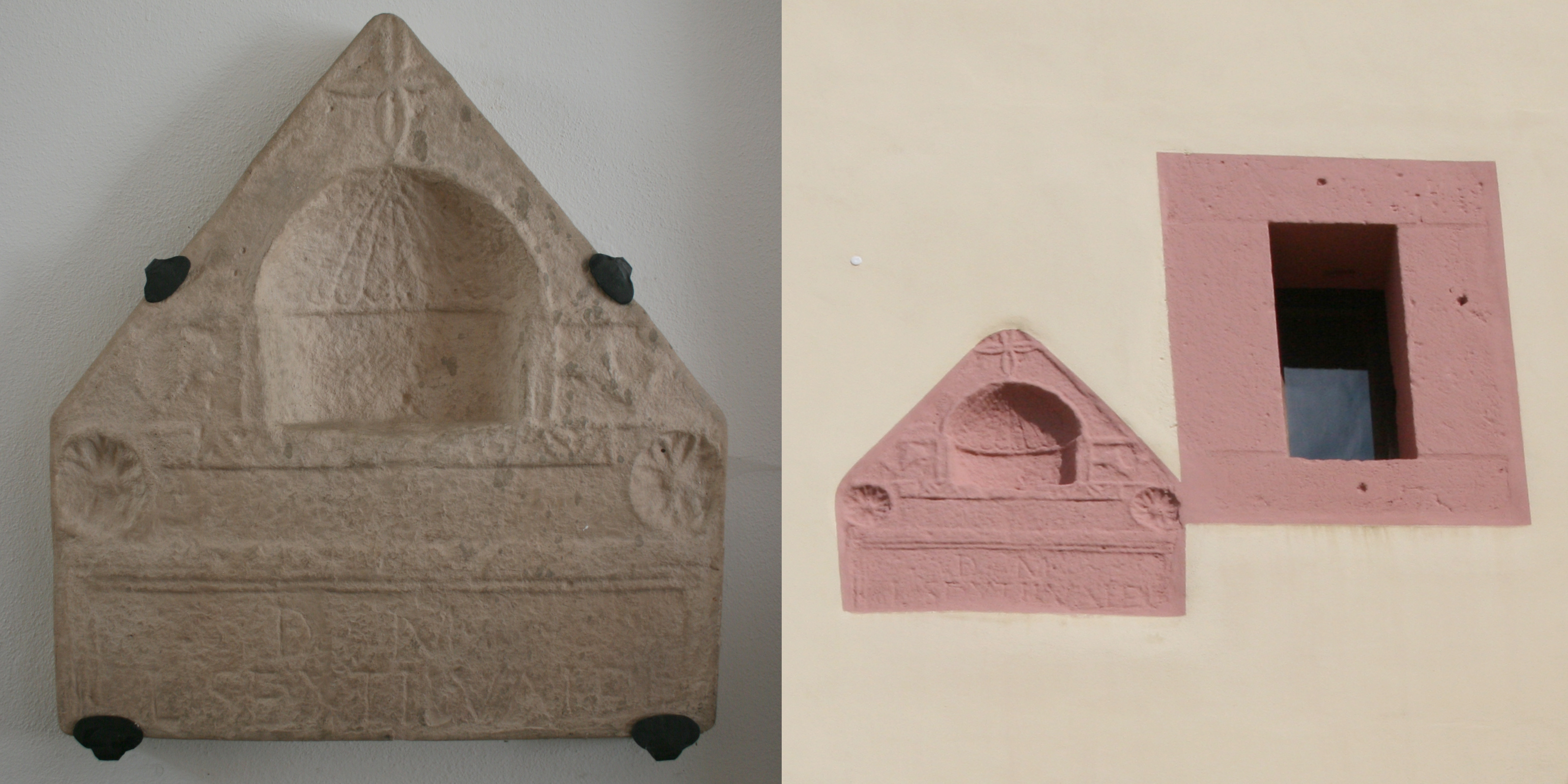
Grabstein des Lucius Sextius Valens, im Kirchturm vermauert. Links Original, rechts Kopie.

Der heutige Zustand zeigt ein neuzeitliches Ensemble von Pfarrkirche, Wehrkirchhof, Altem und Neuem Schloss. Der Kirchhof wurde 1794 zum Lustgarten umgewandelt. An seinem Zugang befindet sich eine zweiläufige Freitreppe mit gusseisernem Geländer und Brunnennische. Südlich der Anlage liegt die Rentmeisterei, das ehemalige Rathaus aus dem Jahr 1804. Eine Tafel am Gebäude weist auf den Dichter und Schriftsteller Karl Julius Weber hin, der hier sein Werk Demokritos verfasste.
In den Turm der Pfarrkirche eingemauert findet sich in 12 m Höhe ein römischer Grabstein (Kopie; Original im Tordurchgang der Rentmeisterei). Seine Herkunft ist unklar. Es handelt sich um das Oberteil eines Grabdenkmals des fortgeschrittenen 2. oder 3. Jahrhundert n. Chr. in Giebelform (Breite 0,86 m, Höhe 0,92 m) mit der Inschrift D(is) M(anibus) („den Totengöttern“) und der Namensnennung des L(ucius) Sextius Valens.

### Altes Schloss
Das Alte Schloss geht im Kern auf das 15. oder 16. Jahrhundert zurück und wurde wahrscheinlich um 1556 errichtet. Ob der Anlage ein älteres Burggebäude vorausging, ist nicht gesichert. Es wurde um 1625 erneuert, im 18. Jahrhundert wurde das Fachwerkobergeschoss mit dem auffälligen Walmdach erneuert. Verputz und Bemalung stammen aus dem 20. Jahrhundert. Im Inneren befindet sich ein stuckierter Gartensaal von 1792/93, es wird heute als Sitz der Stadtverwaltung genutzt.

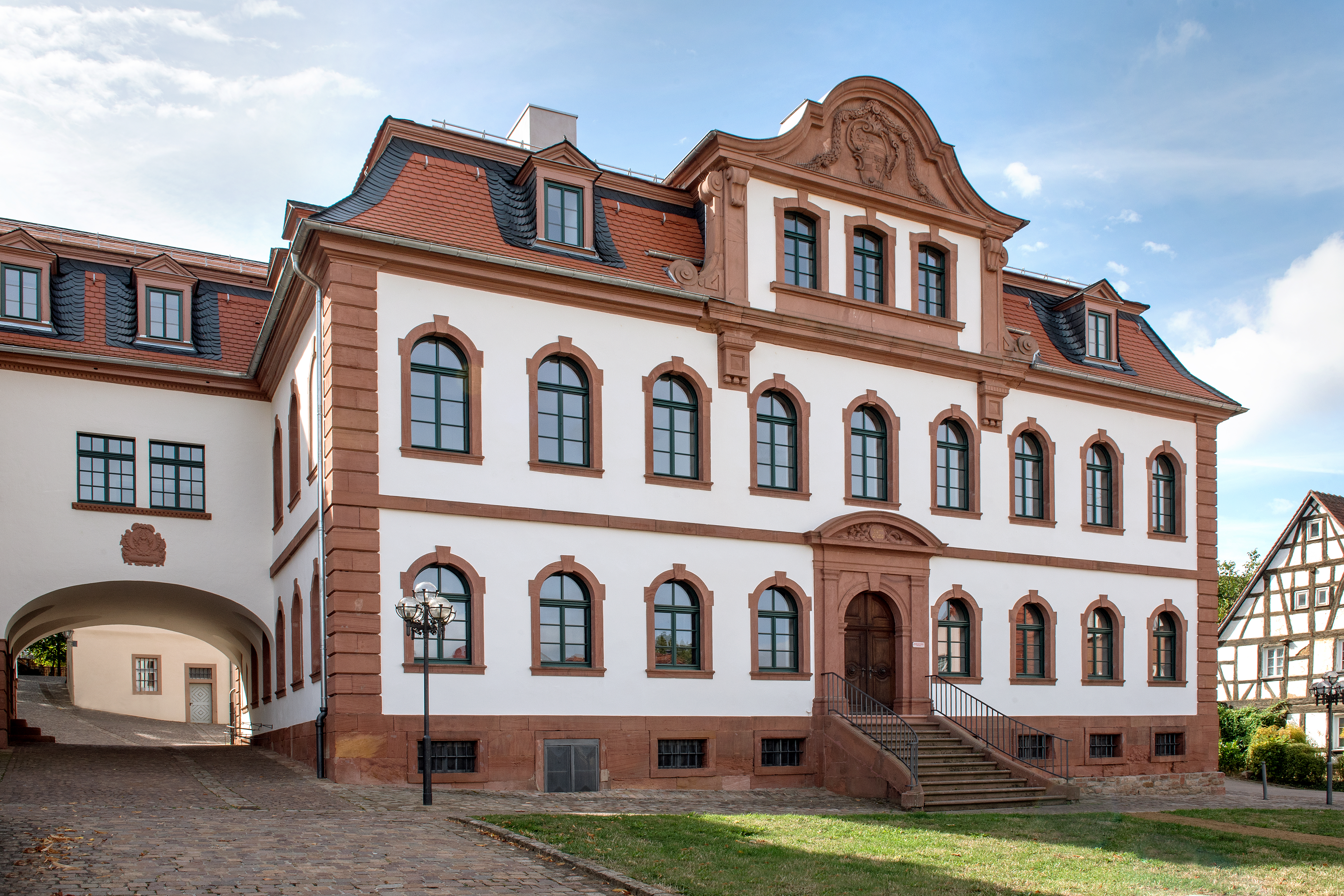
Frontansicht Neues Schloss

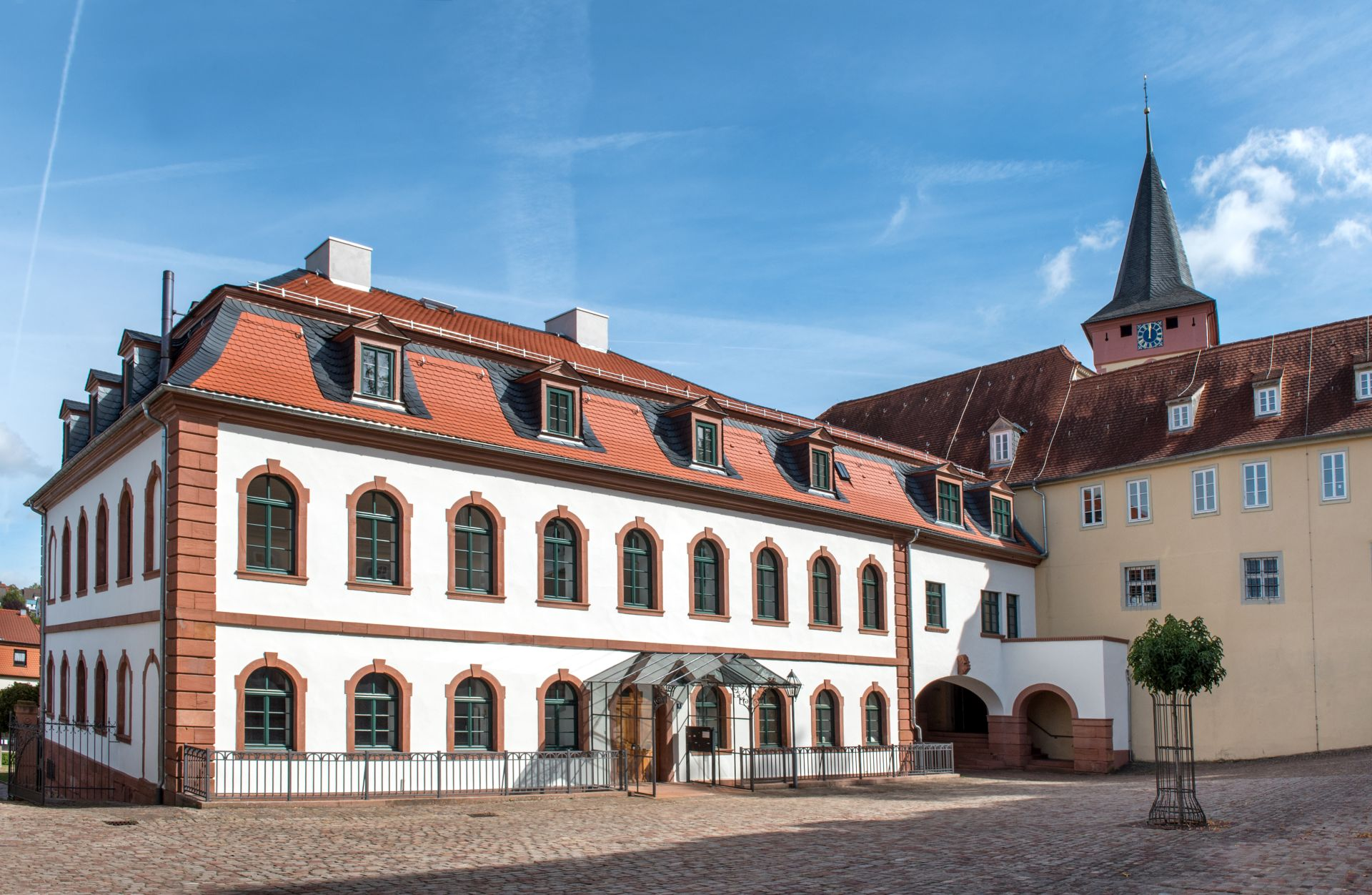
Rückansicht Neues Schloss

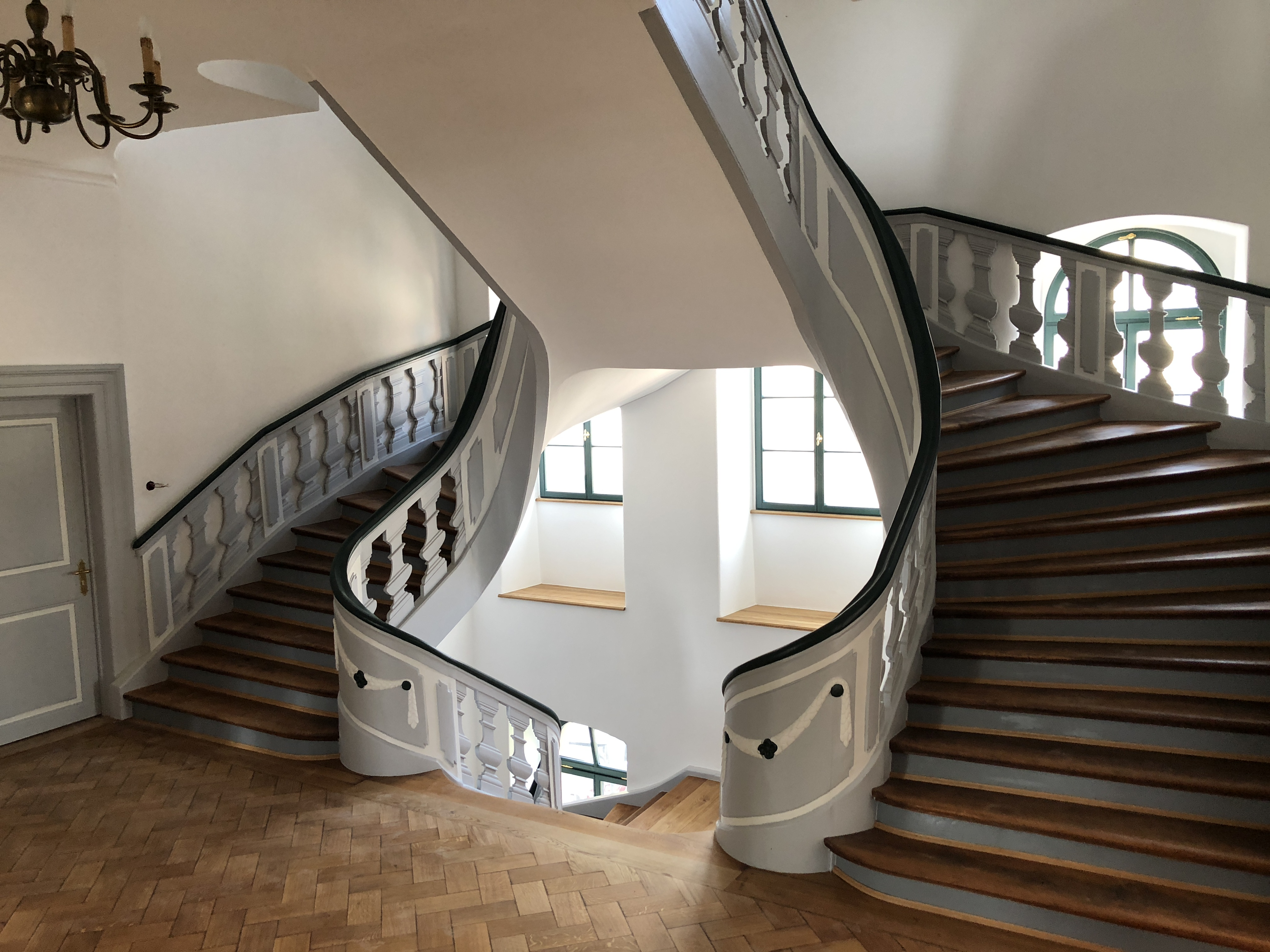
Treppenhaus Neues Schloss

### Neues Schloss
Das Neue Schloss (auch „Graf-Christians-Bau“) wurde 1792/93 nach Plänen von Franz Ludwig von Cancrin westlich des Alten Schlosses errichtet. Es handelt sich um einen zweigeschossigen Bau des Spätbarock mit Mansarddach und mittigem Zwerchhaus. Im Inneren befindet  sich eine sehenswerte barocke Holztreppe des Zimmermanns Schillinger und  im großen Saal in der Beletage eine klassizistische Stuckdecke von Andreas Ditmar aus Gernsheim. Das Gebäude wurde in den Jahren 2017/2018 vom derzeitigen Eigentümer des Gebäudes, dem Unternehmer Ulrich von Christen aus Michelstadt, denkmalgerecht saniert. Auf den drei nutzbaren Etagen ist auf ca. 700 m² eine gehobene Büronutzung vorgesehen. 

## Weblinks

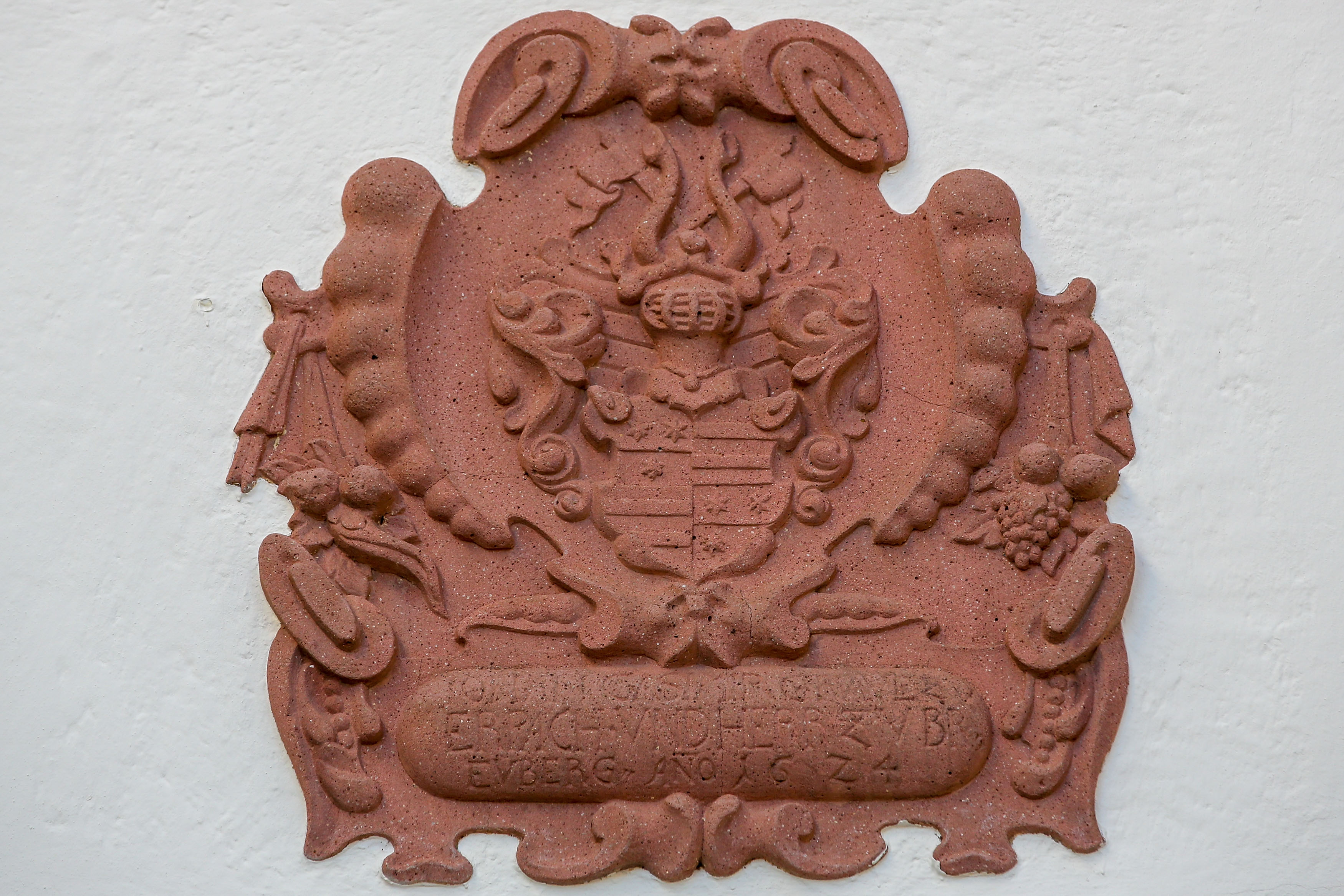
Wappen der Grafen Erbach Schönberg am Neuen Schloss